# Sam Warner

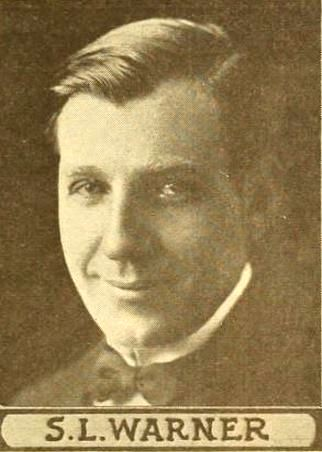
Sam Warner in dem Filmmagazin Moving Picture World (1919)

Sam Warner (Geburtsname: Szmuel Wonsal; * 10. August 1887 in Krasnosielc, Polen; † 5. Oktober 1927 in Los Angeles, Kalifornien) war ein US-amerikanischer Filmproduzent. Zusammen mit seinen Brüdern Harry, Albert und Jack gründete er die Filmproduktionsgesellschaft Warner Brothers.

## Leben
Sam Warner war Sohn jüdischer Emigranten aus Polen. Sam war bereits früh an Filmen interessiert. Er überredete seinen Vater bereits 1903 einen Filmprojektor und eine Kopie des frühen Western Der große Eisenbahnraub zu kaufen. Er zeigte den Film in einem kleinen Laden in Ohio. Dies war der Einstieg ins Filmgeschäft. Mit seinen älteren Brüdern Harry M. Warner und Albert Warner eröffnete er sein erstes Kino. Noch vor dem Ersten Weltkrieg ging Sam gemeinsam mit dem jüngsten Bruder Jack L. Warner nach Kalifornien. Sam baute ab 1918 das erste Filmstudio der Warner Brothers auf, die schließlich als Produktionsfirma 1923 gegründet wurden. Er wurde zur treibenden Kraft im Brüderteam auf dem technischen Gebiet. 
Die älteren Brüder betrieben das finanzielle Geschäft an der Ostküste, während er mit Jack die Produktionen vorantrieb. Mitte der 1920er Jahre sah er als erster der großen Produzenten Hollywoods die Zukunft für den Film im Tonfilm. Er überredete seine Brüder in diese neue Technologie zu investieren und so entstand der erste Tonfilm Der Jazzsänger mit Al Jolson in der Hauptrolle. Warner konnte den Durchbruch selbst nicht mehr miterleben. Er starb einen Tag vor der New Yorker Welturaufführung des Films in Los Angeles mit 40 Jahren. Todesursache war eine Lungenentzündung infolge einer schweren Infektion, die wohl auch einer Überarbeitung von Sam Warner geschuldet war. Sein Bruder Jack übernahm fortan die Leitung des Studios in Hollywood alleinverantwortlich. 
Sam Warner war seit 1925 mit der Schauspielerin Lina Basquette verheiratet und hinterließ eine einjährige Tochter.